# Kate DeAraugo
Katherine Jenna DeAraugo (Melbourne, 5 novembre 1985) è una cantante australiana, famosa per aver vinto la terza edizione di Australian Idol e per aver fatto parte delle Young Divas.

## Biografia
Cresciuta nella cittadina di Bendigo alle porte di Melbourne, Kate DeAraugo ha preso parte alle audizioni per Australian Idol nel 2003 e nel 2004 senza successo, per poi ritentare nel 2005 cantando Young Hearts Run Free di Kym Mazelle e venire finalmente accettata tra i finalisti del talent show. Nella finale del 21 novembre 2005 ha battuto la favorita Emily Williams con una differenza di televoti del 2% ed è stata incoronata la terza vincitrice di Australian Idol.
Dopo il suo trionfo ha registrato in sei giorni il suo album di debutto, A Place I've Never Been, pubblicato tre settimane più tardi. Il disco ha raggiunto il 10º posto nella classifica australiana ed è stato certificato disco di platino per le oltre 70 000 copie vendute. Il singolo di lancio Maybe Tonight ha raggiunto la vetta della classifica, mantenendo la posizione per due settimane e ottenendo anch'esso un disco di platino. Un secondo singolo, Faded, è uscito a febbraio 2006 e ha raggiunto l'8º posto in classifica.
A maggio 2006 la cantante è andata in tournée con altre tre finaliste di Australian Idol: Ricki-Lee Coulter, Paulini e l'avversaria Emily Williams. Il successo della serie di concerti ha portato le quattro ragazze a formare un girl group chiamato Young Divas che tra il 2006 e il 2007 ha pubblicato due album di cover di successo. Il gruppo si è sciolto ufficialmente nell'estate del 2008.
La cantante ha quindi iniziato a registrare il suo secondo album da solista, completato nel 2011 ma mai pubblicato. All'inizio del 2012 ha preso parte al reality show Excess Baggage, che si concentra sul percorso di perdita di peso di alcune celebrità australiane. Nel corso del 2015 ha pubblicato due nuovi singoli digitali, It's True e Shout Your Mouth.
Nel 2017 Kate DeAraugo è stata arrestata per possesso di metanfetamina, di un tomahawk e di un grande coltello nel bagagliaio della sua auto, e per via del fatto che era alla guida del veicolo senza patente. È stata condannata a dodici mesi di servizi socialmente utili.

## Discografia

### Album in studio
- 2005 – A Place I've Never Been

### Singoli
- 2005 – Maybe Tonight
- 2006 – Faded
- 2015 – It's True
- 2015 – Shout Your Mouth